# Австрий
А́встрий (лат. Austrium) — неоднократно использованное название в честь Австрии для ошибочно открытых химических элементов.
Впервые название австрий было использовано в 1792 году Антоном фон Рупрехтом для металла, полученного восстановлением углём из магнезии. Позже было установлено, что «новый металл» представляет собой магний крайне низкой степени чистоты, поскольку исходная магнезия была сильно загрязнена железом.
В течение всего XIX века шли поиски различных редкоземельных элементов в образцах минералов. Основной проблемой являлись трудности разделения и идентификации неизвестных элементов, приводившие к многочисленным ложным открытиям.
В начале 1880-х гг. профессор Карлова университета в Праге Эдуард Линнеманн работал с образцами минерала ортита из Южной Норвегии. В течение нескольких лет исследователь обнаружил спектральные линии с длиной волны 4165 и 4030 ангстрем, которые он не мог приписать ни одному из известных тогда элементов. В 1886 году Линнеманн пришёл к выводу, что спектр принадлежит новому химическому элементу, названному им австрием. Эти результаты были опубликованы только после его смерти и надлежащего рассмотрения Академией наук в Праге.
Впоследствии французский химик Поль Эмиль Лекок де Буабодран отметил, что выводы Линнеманна могут относиться к галлию, открытому им в 1875 году. Эта гипотеза была подтверждена австрийским химиком Р. Пшибрамом из Черновицкого университета: австрий не был новым элементом, он оказался, как и предполагал Буабодран, галлием. В то же время Прибрам указал, что смог найти спектральные линии ещё одного неизвестного элемента, для которого он как дань уважения к Линнеманну снова предложил название австрий. Но и это открытие оказалось ошибочным.
Позже название использовалось ещё раз Богуславом Браунером, также работавшим в Праге. В работе «Экспериментальные исследования Периодического закона. Часть 1. Теллур», опубликованной в 1889 году, он указывает на несомненное присутствие в соединениях теллура нового тяжёлого элемента, названного им австрием. По мнению Браунера, новый элемент — не что иное, как «двителлур», предсказанный ранее Д. И. Менделеевым. Очередное «закрытие» австрия произошло в 1898 году после открытия полония супругами Пьером Кюри и Марией Склодовской-Кюри в смоляной обманке.